# コエ・クワディ語族
コエ・クワディ語族（コエ・クワディごぞく、Khoe–Kwadi languages）は、アフリカ南部のコエ諸語と消滅したクワディ語からなる語族である。両語の関係は、トム・ギュルデマン、エドワード・エルダーキン、アン・マリア・フェーンによって見いだされた。

## 分類
代名詞といくつかの基本的な語彙は、コエ諸語とクワディ語に共通するものとして再構された。クワディ語の証明が不十分なため、どの語彙が同根語で、どれが借用語であるかを判断するのは困難だが、約50の語彙対応と一般的な動詞構文が特定されている。クワディ語に関するWestphalのフィールドノートは、文法上の類似点が追加で特定されることを期待し、2018年の時点でまだ分析されていた。
| Person | Minimal (sg/dual PN) | Augmented (pl PN) |
| ------ | -------------------- | ----------------- |
| 1incl  | *mu                  | ?                 |
| 1sg    | *ti~ta (allomorphs)  | ?                 |
| 2      | *sa                  | *o or *u          |
| 3masc  | *base-(?)-E          | *base-(?)-u       |
| 3fem   | *base-(s)E           | *base-(?)-E       |

ここで、<E>は未定の前舌母音であり、代名詞の基部は* xaのような直示的名詞または* kho'person 'のような一般名詞であった。三人称接尾辞は名詞にも使用され、さらに二重接尾辞* -daが付いていた。
クワディ語とコエ諸語の両方に動詞構文があり、最初の従属動詞は接尾辞*-（a）Raでマークされ、次の定形動詞はマークされていない。
コエ・クワディ語族に最も近縁な言語は、サンダウェ語（孤立した言語）である可能性がある。 

## 文献
- Güldemann, Tom and Edward D. Elderkin (2010) 'On External Genealogical Relationships of the Khoe Family.' in Brenzinger, Matthias and Christa König (eds.), Khoisan Languages and Linguistics: the Riezlern Symposium 2003. Quellen zur Khoisan-Forschung 17. Köln: Rüdiger Köppe.
- Güldemann and Fehn (2014) 'Kwadi perspective on Khoe verb-juncture constructions'
- Güldemann, Tom (forthcoming). 'Person-gender-number marking from Proto-Khoe-Kwadi to its descendants: a rejoinder with particular reference to language contact.'
- Baucom, Kenneth L. 1974. Proto-Central-Khoisan. In Voeltz, Erhard Friedrich Karl (ed.), Proceedings of the 3rd annual conference on African linguistics, 7-8 April 1972, 3-37. Bloomington: Research Institute for Inner Asian Studies, Indiana University.